# Průvod hrdosti

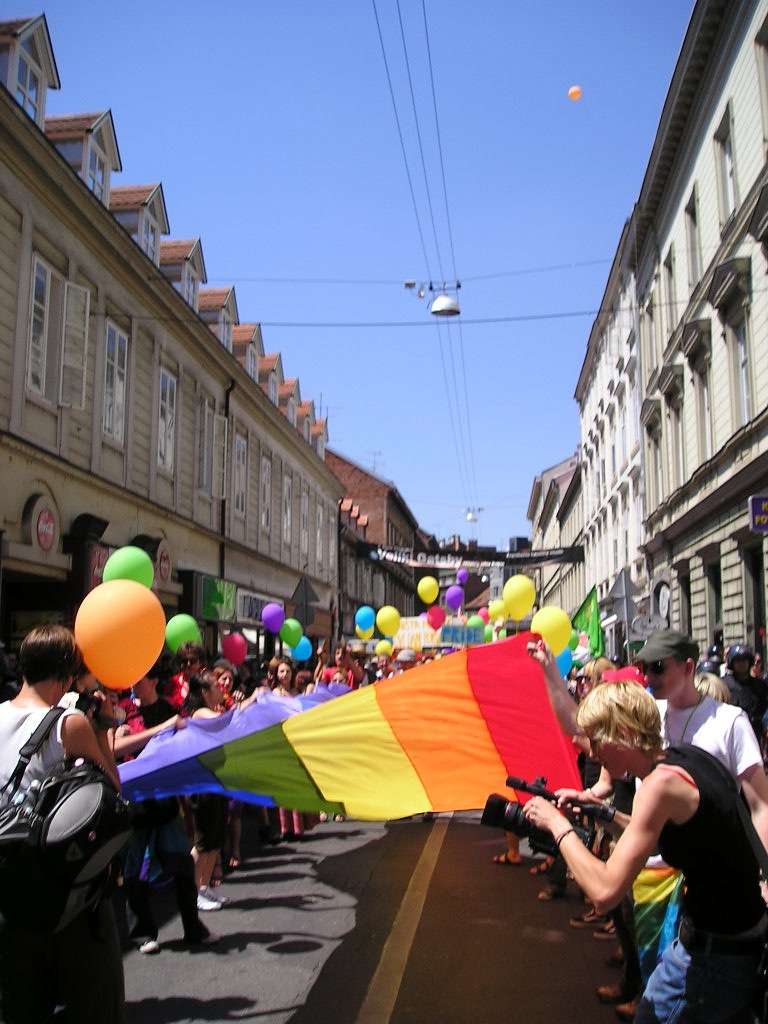
Záhřebský Pride v roce 2007

Průvody hrdosti (známé v angličtině jako pride parade nebo queer parade, česky též přehlídky či pochody hrdosti) jsou průvody oslavující gay, lesbickou, bisexuální a transgender (LGBT) kulturu. Tyto akce též slouží jako demonstrace za práva neheterosexuálních menšin, jako např. registrované partnerství, stejnopohlavní manželství či ochranu před homofobním násilím. Řada takových událostí se ve světě koná každoročně a mnoho z nich probíhá v měsíci červnu jako připomínka Stonewallských nepokojů, prvotního impulzu k novodobému hnutí za práva LGBT lidí. 
Od roku 2008 konají tyto akce také v České republice, zejména v hlavním městě a dále ve větších krajských městech jako Brně, Ostravě či Plzni, ale též v dalších lokalitách.

## Historie
Dne 28. června 1969 se objevily první protesty amerických leseb, gayů, bisexuálů a transgender osob, v reakci na policejní razii v Stonewall Inn v Greenwich Village. Stonewall Inn byl gay bar, který byl oblíben marginalizovanými osobami v gay komunitě: drag gueens, transgender lidmi, zženštilými mladíky, prostituty a mladými bezdomovci. Stonewallské nepokoje jsou obecně považovány za počátek moderního hnutí za práva gayů, neboť to bylo poprvé v moderní historii, kdy se tak velké množství LGBT lidí bránilo proti zatčení.
O rok později se uskutečnily první výroční průvody gay pride, které připomínaly tuto událost: 28. června 1970 v New Yorku, o den dříve v Chicagu a tentýž víkend i v Los Angeles a San Franciscu. Tyto průvody byly vážné i veselé. Udržely si každoroční pravidelnost a postupně přibývaly obdobné akce i v dalších městech a zemích. Původně byly v některých amerických městech nazývány též Gay Liberation March nebo Gay Freedom March, avšak v průběhu 80. let tato pojmenování postupně vymizela.

## Průvody hrdosti v Česku

### Karlovy Vary (90. léta)
Pravděpodobně první pochod gay pride v Česku se uskutečnil dne 9. května 1998 v rámci Duhového festivalu Karlovy Vary, který byl přehlídkou gay kultury a býval završen duhovým pochodem městem za registrované partnerství (do roku 2001, kdy se festival konal naposled). V roce 1999 se konal dne 8. května, průvod prošel celým městem, kolem kolonády a skončil u Grandhotelu Pupp, v roce 2000 pak dne 13. května se srazem před LS Thermal. V roce 2001 se konal dne 23. června jako happeningový průvod ulicemi města s názvem CSD Christopher-Street-Day, program začínal na prostranství před E&T barem v Zeyerově ulici.

### Brno a Tábor (nultá léta)

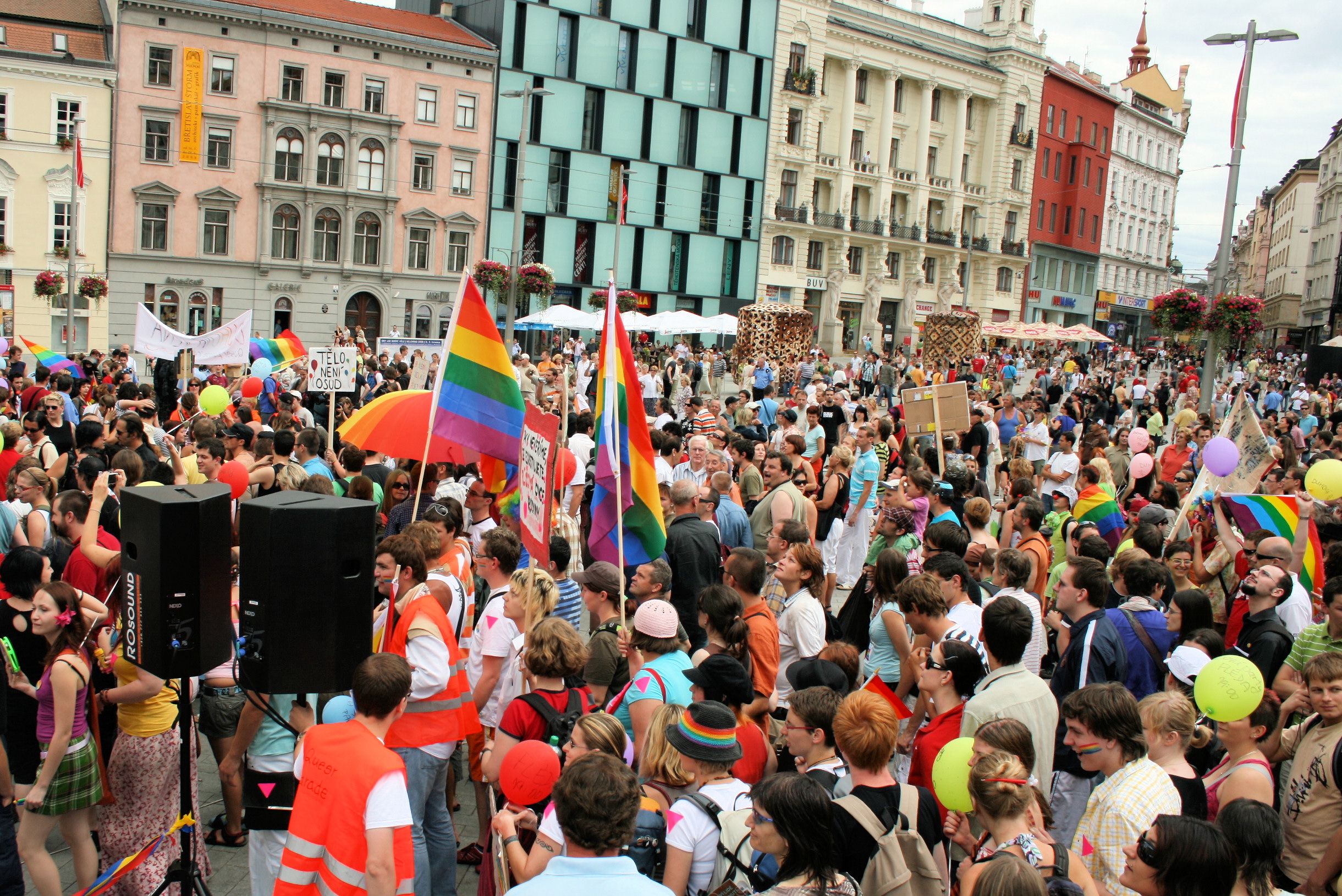
Queer Parade Brno 2008

Po několikaleté odmlce vznikla nová iniciativa k uspořádání podobných akcí v roce 2008 nezávisle na sobě v Brně a Táboře. V Táboře pořadatelské sdružení Cesta začalo připravovat akci na rok 2009, zatímco v Brně vznikla nová neformální pořadatelská platforma Queer Parade, která připravila první ročník již na červen 2008. Na otázku, proč bude dějištěm Brno a ne třeba hlavní a největší město Praha, odpověděla jedna z organizátorek: „V Praze se k organizaci gay pride nerozhodli, a tak jsme se k tomu rozhoupali v Brně.“
První Queer Parade v Česku s podtitulem Duhová vlna se uskutečnila v Brně 28. června 2008. Pořadatelé artikulovali obecné cíle jako oslavu queer hrdosti, podporu tolerance a různorodosti a zmírnění homofóbních postojů, k nimž přidali specifické cíle v podobě podpory rodičovských práv stejnopohlavních párů, stejných práv pro individuální adopce a možnost osvojení dítěte partnera pro osoby žijící v registrovaném partnerství, zviditelnění problémů LGBT seniorů a problémů transgender lidí. Na náměstí Svobody se shromáždilo několik set účastníků; kvůli násilným aktivitám skupin krajní pravice byla však trasa následného duhového průvodu zkrácena. Na náměstí vystoupil mimo jiné zpěvák Pavel Vítek, ministryně pro lidská práva Džamila Stehlíková a někteří místní politici. Byla přečtena zdravice tenistky Martiny Navrátilové, která nad událostí převzala patronát. Průvodu předcházel týden doprovodných akcí.
O rok později (od 5. května do 6. června) v Brně proběhl jen festival různorodých akcí Queer parade Brno – Teplé jaro 2009 bez hlavního průvodu, který se uskutečnil v Táboře 20. června pod názvem Queer Pride Parade. Ve městě ohlásila na týž den shromáždění i později soudem zrušená radikálně pravicová Dělnická strana a policie připravila důkladná bezpečnostní opatření, k žádnému narušení akce nedošlo. Průvodu přes centrální Žižkovo náměstí se opět zúčastnilo několik set lidí. Podle organizátorů táborského pridu měla být akce každoročně migrující a žádné město by si ji nemělo přivlastnit, za určité vyvrcholení série pochodů považovali uspořádání obdobné akce v budoucnu v Praze.
V roce 2010 se průvod uskutečnil opět v Brně, a to v sobotu 26. června, jako vyvrcholení několik týdnů trvajícího festivalu Teplé jaro 2010. Akce měla podle pořadatelů mimo jiné poukázat na nemožnost stejnopohlavních párů adoptovat děti či na šikanu ve školách. Kvůli obavám z očekávaného násilného narušení průvodu, k němuž vyzývalo extremistické hnutí Národní odpor, byly nasazeny stovky policistů včetně speciálních jednotek, náměstí Svobody bylo pro mítink téměř uzavřeno a trasa následného průvodu byla upravena. Celá akce nakonec proběhla bez větších konfliktů za účasti asi 600 lidí. Na akci vystoupili např. aktivista Jiří Hromada, ex-ministryně pro lidská práva Džamila Stehlíková či britská aktivistka Claire Dimyon oceněná řádem Britského impéria. Asi stovka účastníků přišla také na opoziční Pochod pro rodinu, který uspořádali Mladí křesťanští demokraté.

### Praha (10. léta)

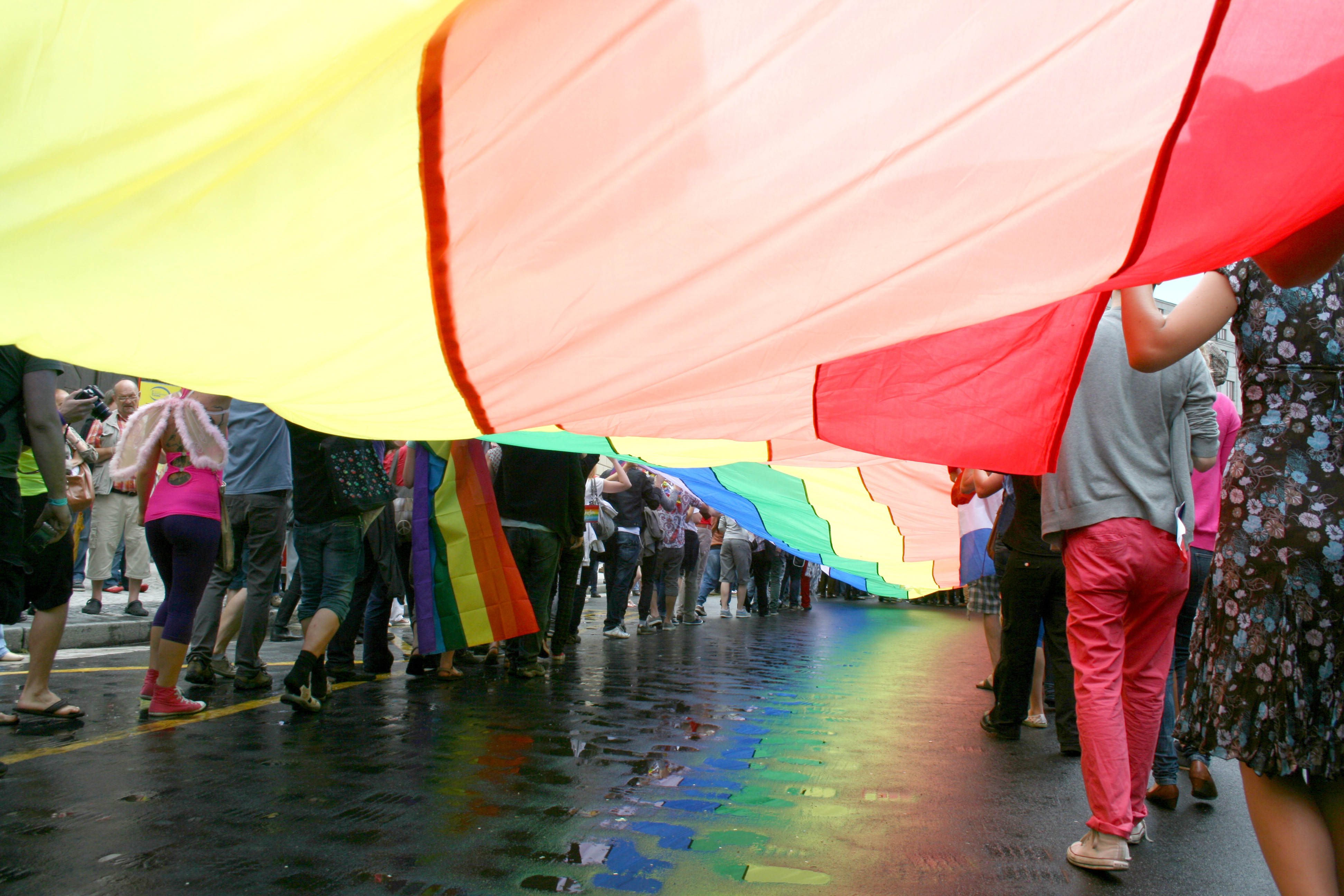
Průvod Prague Pride 2011

Občanské sdružení Prague Pride zorganizovalo v polovině srpna 2011 v Praze týdenní festival s karnevalovým průvodem hrdosti Prague Pride 2011. Akci podpořil záštitou mimo jiné primátor Prahy Bohuslav Svoboda, což se stalo předmětem kritiky z řad některých konzervativních pravicových politiků, aktivistů nebo církevních zástupců, vedle kritiky samotné akce. Jiní politici, osobnosti a zahraniční ambasadoři vyjádřili akci svoji podporu. V den hlavního průvodu se uskutečnil i opoziční Pochod pro rodinu, organizovaný Mladými křesťanskými demokraty.
Další ročník Prague Pride ohlásil týž organizátor na 13. až 19. srpna 2012, se sloganem „Dáme barvy dohromady“. Záštitu nad festivalem převzal opět primátor hlavního města Bohuslav Svoboda. Dne 18. srpna se uskutečnilo shromáždění na Václavském náměstí a Pochod hrdosti, který byl zakončen na Střeleckém ostrově hudebním festivalem a prezentací LGBT organizací. Plánovaným doprovodným programem byla např. výstava, performance a diskuse s názvem Transgender Me v Centru současného umění DOX nebo mezinárodní Business Forum v hotelu Hilton. Dne 7. srpna se uskutečnila také debata v Knihovně Václava Havla s prezidentskými kandidáty Janem Fischerem, Milošem Zemanem a Jiřím Dienstbierem na téma lidských práv. Přidružené akce byly ohlášeny také v Ostravě, Brně, Českých Budějovicích a Hradci Králové. Samotný festival a primátorova záštita se opět staly předmětem kritiky z konzervativně pravicových řad, např. prezidentského kancléře Petra Hájka, premiérova poradce Romana Jocha či poslance ODS Jaroslava Plachého. Mladí křesťanští demokraté a Akce D.O.S.T. ohlásili svá protestní shromáždění.
Následovalo každoroční konání postupně se rozrůstajícího festivalu, který jen na přelomu desetiletí byl omezen protiepidemickými opatřeními kvůli pandemii covidu-19. V prvních třech „pocovidových“ letech se průvodu hrdosti – ve dnech 13. srpna 2022, 12. srpna 2023 a 10. srpna 2024 – zúčastnilo podle odhadů vždy cca 60 tisíc lidí. Při patnáctém ročníku 2. srpna 2025 se pochodu účastnilo o něco méně lidí, patrně kvůli špatnému počasí, i tak jich byly desítky tisíc (některé odhady hovořily o 45 000 osob, následnou akci na Letenské pláni, která byla poprvé zpoplatněna, navštívilo asi 15 000 osob).

### Další města (10. a 20. léta)
V roce 2015 se uskutečnil pochod v Olomouci, a to v sobotu 1. srpna pod názvem Rainbow Pride. Organizátora olomoucké akce Petra Milova inspirovala Prague Pride, které se účastnil každý rok, a podobný průvod se tak rozhodl zorganizovat i v Olomouci. Celá akce proběhla poklidně bez nějakých kontroverzí, průvodu se zúčastnila asi stovka účastníků, kteří se vydali od Mariánského sloupu z Dolního náměstí na zhruba dvoukilometrovou okružní trasu centrem města za doprovodu šesti policejních vozů. Součástí akce bylo také testování zájemců na HIV či navazující party v olomouckém gayklubu Diva. Organizátoři akce chtěli v Olomouci vytvořit novou tradici a průvod ve městě zopakovat i v dalším roce. Někteří však poukazovali na organizační chaos – dvakrát se změnilo místo začátku pochodu (nejprve z Galerie Šantovka, která na poslední chvíli odmítla tuto akci hostit, na Horní náměstí a následně přesun na Dolní náměstí kvůli již konanému jarmarku na Horním náměstí), měnilo se i místo konání afterparty z klubu Bocca do klubu Diva, organizátor nesehnal megafon (a proto nebyl žádný proslov), moderátorka afterparty Agáta Hanychová nedorazila (o akci údajně ani nevěděla). Ještě v prosinci 2015 a únoru 2016 se na Facebookové stránce Rainbow Pride Olomouc objevily zprávy o chystaném druhém ročníku, ten se ale nakonec bez vysvětlení neuskutečnil.
V roce 2017 vznikla na Facebooku stránka s vyhlášením průvodu Pilsen Pride v Plzni na datum 2. září téhož roku. Akce se zúčastnilo asi 400 lidí a proti ní protestovalo několik desítek odpůrců. Průvod se v Plzni podruhé uskutečnil 25. srpna 2018, kdy se do něj zapojilo asi 350 zejména mladých lidí. Protestovalo zhruba 40 lidí. Potřetí se průvod opakoval dne 24. srpna 2019, tentokrát se ho pokusili zastavit demonstranti s prapory Dělnické strany sociální spravedlnosti a organizace Česká Plzeň. S transparenty přehradili průchod Dřevěnou ulicí ústící na centrální náměstí a křikem se domáhali toho, aby policie údajně protiprávní pochod rozpustila. Když ani na několik výzev demonstranti neuvolnili průchod ulicí, policejní těžkooděnci je zvolna vytlačili na chodník podél ulice. Další průvod prošel městem dne 10. září 2022, zapojily se do něj stovky převážně mladých lidí. Obnovená tradice festivalu i s průvodem se udržela i další rok, kdy v sobotu 16. září pochodovaly městem stovky lidí. Tentokrát průvod nenarazil na žádné problémy. Ročník 2024 negativně ovlivnilo nepříznivé počasí (většinu země zasáhly povodně), i přesto se v sobotu 14. září účastnila duhového Průvodu hrdosti zhruba stovka lidí s duhovými vlajkami a transparenty. Úderem třetí hodiny odpolední vyrazil průvod z Mlýnské strouhy. Během pochodu zazněla hesla jako: „My jsme taky Plzeň“. Když průvod procházel kolem katedrály, ozývalo se: „Nenapadáme vaši víru, přicházíme v kvíru“.
Roku 2019 vzniklo uskupení Ostravský PRAJD, které téhož roku uspořádalo pochod hrdosti 17. srpna v Ostravě. Akce se účastnilo přes 500 lidí. Díky tomuto úspěchu se pořádal další pochod s doprovodným programem 22. srpna roku 2020. V roce 2021 byl průvod z důvodu bezpečnostních opatření v rámci pandemie nemoci covid-19 nahrazen Cyklojízdou na podporu LGBT+ komunity dne 28. srpna 2021. O rok později se průchod do ulic Ostravy vrátil a proběhl dne 30. července 2022. Během 5. ročníku festivalu se pochod uskutečnil dne 29. července 2023, dorazily na něj zhruba tři stovky lidí, průvod začal i skončil v Komenského sadech. Šestý ročník festivalu i průvodu proběhl v sobotu 13. července 2024, zúčastnilo se ho několik stovek převážně mladých lidí. Začátek průvodu byl tradičně v Komenského sadech, pokračoval přes Masarykovo náměstí, Nádražní ulici až ke galerii Plato, následně účastníci vyrazili přes Českobratrskou ulici zpět do Komenského sadů. Sedmý ročník festivalu byl rozdělen do dvou částí. Nejdříve 5. července 2025 proběhla akce KvírSpace (přednášky, workshopy, výroba transparentů atd.), samotný průvod pak o týden později 12. července 2025. Pochodu se zúčastnilo přibližně 250 lidí, po skončení následoval v Komenského sadech doprovodný program, večer proběhla oficiální afterparty v kulturním centru Provoz.

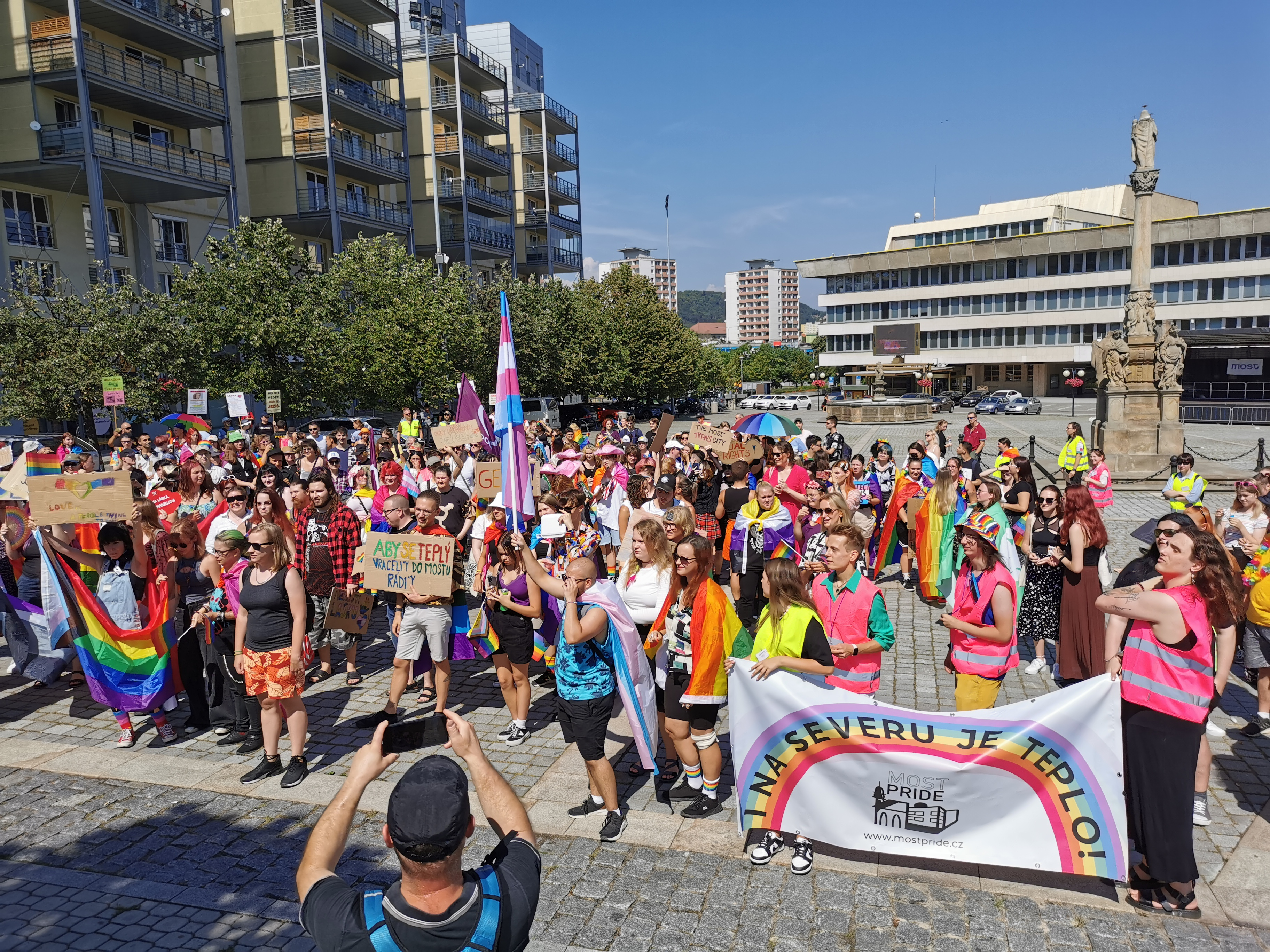
Most Pride 2023

Roku 2022 vznikla iniciativa Most Pride, která uspořádala pochod hrdosti a doprovodný program 20. srpna v Mostě. Most Pride byl zahájen průvodem a doprovodný program končil ve večerních hodinách.  Druhý ročník festivalu i s průvodem proběhl 19. srpna 2023. Samotný průvod startoval v pravé poledne od obchodního domu Prior a procházel ulicemi města, zúčastnilo se jej několik stovek lidí. Také součástí dalšího ročníku byl průvod městem, dne 24. srpna 2024 vyrazilo kolem poledne z mosteckého parku Střed k třídě Budovatelů asi 200 účastníků a účastnic. Akci doprovázela poklidná demonstrace konzervativních křesťanů, dozorující policie však nemusela během průvodu zasahovat.
V červnu 2023 oznámil kolektiv Duha Do Ulic!, že se rozhodl obnovit tradici průvodů hrdosti v Brně. Duhový pochod, který měl za cíl hájit rovnocenná lidská práva LGBTQ+ komunity, se uskutečnil 1. července 2023. Odstartoval ve čtyři hodiny odpoledne z Malinovského náměstí za doprovodu zvuku bubnů. Trasa dále pokračovala po ulicích Běhounská, Poštovská a Josefská až k obchodnímu domu Letmo. Do průvodu se zapojily nižší stovky lidí (cca 350 osob) s transparenty a duhovými vlajkami.
V roce 2024 se rozhodlo pořadatelstvo festivalu Brno Pride Week zařadit do programu v poslední den (25. května 2024) průvod pod názvem „Brno Pride Parade“. Začátek trasy byl na Zelném trhu, poté šli účastníci přes Malinovského, Moravské a náměstí Svobody zpět na Zelný trh. Průvod trval asi hodinu a půl a podle odhadu organizátorů se jej zúčastnila asi tisícovka především mladých lidí. Akce se obešla bez incidentů, v ulicích Brna bylo kvůli nepřízni počasí a semifinále hokejového mistrovství minimum lidí. Průvod se pod stejným názvem opakoval i další rok, a to v sobotu 21. června 2025. Program začal ve 13 hodin na Zelném trhu, odkud v 15 hodin vyrazil průvod po okruhu ulicemi historického centra. Zúčastnilo se ho asi 1500 lidí všech věkových skupin i lidé s kočárky nebo dětmi v šátcích. Průběh byl poklidný bez narušení.

### Přehled průvodů v Česku
| Datum       | Město        | Poznámka                                                                                |
| ----------- | ------------ | --------------------------------------------------------------------------------------- |
| 9. 5. 1998  | Karlovy Vary | v rámci Duhového festivalu Karlovy Vary                                                 |
| 8. 5. 1999  | Karlovy Vary | v rámci Duhového festivalu Karlovy Vary                                                 |
| 13. 5. 2000 | Karlovy Vary | v rámci Duhového festivalu Karlovy Vary                                                 |
| 23. 6. 2001 | Karlovy Vary | v rámci Duhového festivalu Karlovy Vary                                                 |
| 28. 6. 2008 | Brno         | Queer Parade                                                                            |
| 20. 6. 2009 | Tábor        | Queer Pride Parade                                                                      |
| 26. 6. 2010 | Brno         | Queer Parade                                                                            |
| 13. 8. 2011 | Praha        | v rámci festivalu Prague Pride 2011                                                     |
| 13. 8. 2012 | Praha        | v rámci festivalu Prague Pride 2012                                                     |
| 17. 8. 2013 | Praha        | v rámci festivalu Prague Pride 2013                                                     |
| 16. 8. 2014 | Praha        | v rámci festivalu Prague Pride 2014                                                     |
| 1. 8. 2015  | Olomouc      | Rainbow Pride Olomouc                                                                   |
| 15. 8. 2015 | Praha        | v rámci festivalu Prague Pride 2015                                                     |
| 13. 8. 2016 | Praha        | v rámci festivalu Prague Pride 2016                                                     |
| 12. 8. 2017 | Praha        | v rámci festivalu Prague Pride 2017                                                     |
| 2. 9. 2017  | Plzeň        | Pilsen Pride                                                                            |
| 11. 8. 2018 | Praha        | v rámci festivalu Prague Pride 2018                                                     |
| 25. 8. 2018 | Plzeň        | Pilsen Pride                                                                            |
| 10. 8. 2019 | Praha        | v rámci festivalu Prague Pride 2019                                                     |
| 17. 8. 2019 | Ostrava      | Ostravský PRAJD                                                                         |
| 24. 8. 2019 | Plzeň        | Pilsen Pride                                                                            |
| 8. 8. 2020  | Praha        | průvod nahrazen Duhovou plavbou v rámci festivalu Prague Pride 2020                     |
| 22. 8. 2020 | Ostrava      | Ostravský PRAJD                                                                         |
| –           | Praha        | průvod v rámci festivalu Prague Pride 2021 kvůli hygienickým opatřením zrušen           |
| 28. 8. 2021 | Ostrava      | průvod nahrazen Cyklojízdou na podporu LGBT+ komunity v rámci festivalu Ostravský PRAJD |
| 30. 7. 2022 | Ostrava      | Ostravský PRAJD                                                                         |
| 13. 8. 2022 | Praha        | v rámci festivalu Prague Pride 2022                                                     |
| 20. 8. 2022 | Most         | Most Pride                                                                              |
| 10. 9. 2022 | Plzeň        | Pilsen Pride                                                                            |
| 1. 7. 2023  | Brno         | Duha Do Ulic!                                                                           |
| 29. 7. 2023 | Ostrava      | Ostravský PRAJD                                                                         |
| 12. 8. 2023 | Praha        | v rámci festivalu Prague Pride 2023                                                     |
| 19. 8. 2023 | Most         | Most Pride                                                                              |
| 16. 9. 2023 | Plzeň        | Pilsen Pride                                                                            |
| 25. 5. 2024 | Brno         | Brno Pride Parade v rámci festivalu Brno Pride Week                                     |
| 13. 7. 2024 | Ostrava      | Ostravský PRAJD                                                                         |
| 10. 8. 2024 | Praha        | v rámci festivalu Prague Pride 2024                                                     |
| 24. 8. 2024 | Most         | Most Pride                                                                              |
| 14. 9. 2024 | Plzeň        | Pilsen Pride                                                                            |
| 21. 6. 2025 | Brno         | Brno Pride Parade v rámci festivalu Brno Pride Week                                     |
| 12. 7. 2025 | Ostrava      | Ostravský PRAJD                                                                         |
| 2. 8. 2025  | Praha        | v rámci festivalu Prague Pride 2025                                                     |

### Pride festivaly bez průvodů

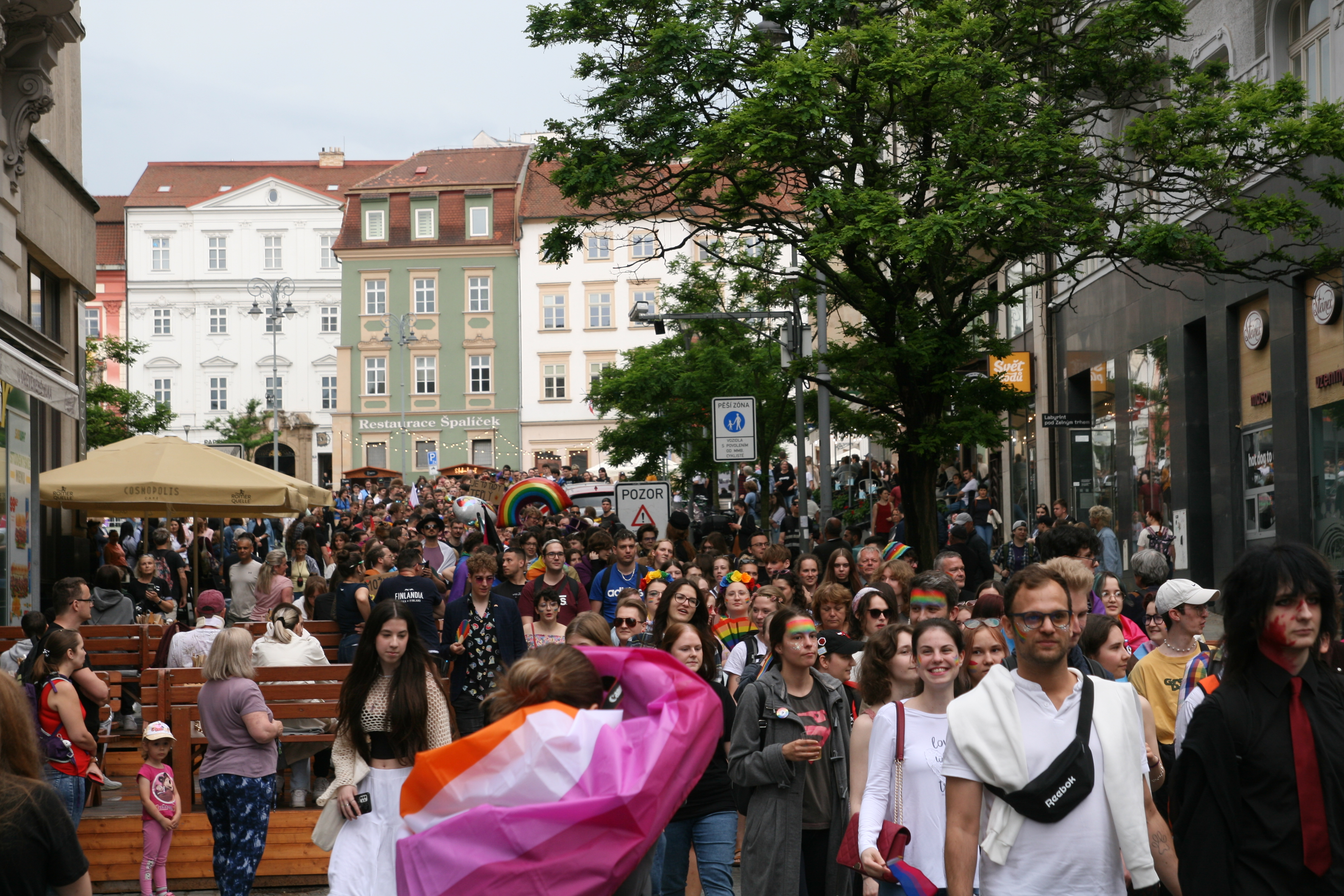
Brno Pride Parade 2024

V některých městech se také pořádají pride festivaly, jejich součástí však nejsou pochody/průvody hrdosti – často je nahrazují duhové pikniky. Jedná se o Slavex Pride (ve Slavičíně / Zlíně / Napajedlích, od roku 2019) či Ústecký Pride (v Ústí nad Labem, od roku 2022). V prvních třech letech (2021–2023) se k nim řadil také festival Brno Pride Week (v Brně), při jehož třetím ročníku v roce 2023 nezávislá skupina Duha Do Ulic! uspořádala vlastní průvod, od čtvrtého ročníku už pak byl průvod pod názvem Brno Pride Parade zařazen také do oficiálního programu festivalu.

## Europride
Na evropské úrovni probíhají též každoroční putovní průvody gay pride pod označením Europride, které koordinuje Evropská asociace organizátorů průvodů hrdosti (European Pride Organisers Association – EPOA). Události jsou v takovém případě obvykle větší, s bohatším doprovodným programem. První průvod Europride se uskutečnil roku 1992 v Londýně. Tato města Europride hostila nebo mají hostit:

## WorldPride
Organizace InterPride, mezinárodní asociace pořadatelů akcí gay pride, pořádá v nepravidelných intervalech WorldPride, což je obdobná událost na mezinárodní úrovni. Dosud byla pořádána v nepravidelných intervalech, avšak od roku 2014 je ohlášena v pravidelných pětiletých cyklech.

## Opozice

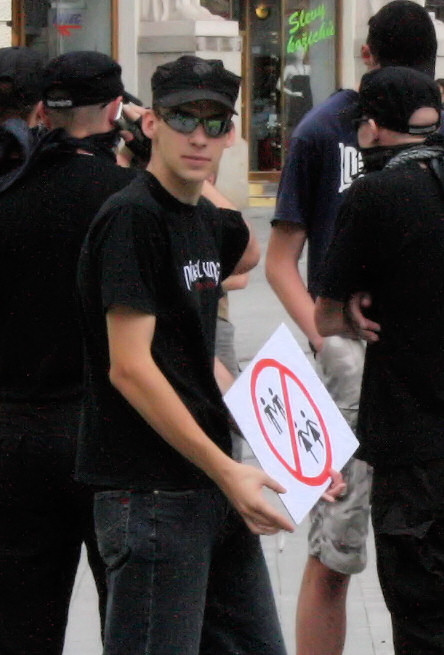
Odpůrce Queer Parade v Brně 2008

Opozice a kritika průvodů gay pride vychází jak z LGBT komunity, tak většinové společnosti. V prvním případě jde zejména o kritiku zkreslující či zjednodušující prezentace gay a lesbické identity jako extravagantní, přesexualizované v důsledku zvýšeného mediálního zájmu, který je věnován prvkům zdůrazňujícím odlišnost či výstřednost některých jednotlivých participantů (drag queens, BDSM). Tito kritici obvykle hodnotí prezentaci LGBT komunity formou průvodů gay pride za kontraproduktivní, zdůrazňují integraci a připojení leseb a gayů ke konzervativním společenským a morálním hodnotám. V USA zástupce tohoto názorového proudu představuje např. skupina homoconů.
Společenská opozice vychází zejména z řad politicko-náboženských skupin a také krajně pravicových a extrémistických skupin.
Politicko-náboženské skupiny zpravidla odmítají homosexualitu jako takovou a veřejné projevy LGBT identity označují za amorální nebo dávají do spojitosti stejnopohlavní vztahy s ohrožením tradiční rodiny, a proto protestují proti politickým požadavkům organizátorů těchto akcí. Mezi jejich zástupce v ČR patří např. Hnutí Pro život ČR, Mladí křesťanští demokraté či další křesťanští a náboženští aktivisté.
K českým krajně pravicovým a extrémistickým skupinám, které proti průvodům gay pride vystupují, patří např. ilegální extremistický Národní odpor, někdejší soudem zakázaná Dělnická strana, Národní strana.
V některých zemích světa jsou LGBT+ osoby pronásledované, homosexuální vztahy mohou být trestné, ale ani tam, kde tomu tak není, mohou být uplatňovány restrikce na veřejnou prezentaci LGBT témat. Například v březnu 2025 pochody hrdosti zakázalo Maďarsko.